# Massimo Condinanzi
Massimo Condinanzi (* 1964 in Biella) ist ein italienischer Jurist und Hochschullehrer. Er ist Richter am Europäischen Gerichtshof.

## Leben und Wirken
Condinanzi studierte Rechtswissenschaften an der Universität Genua, wo er 1988 seinen Abschluss machte. Anschließend war er von 1990 bis 1996 Assistent für didaktische und wissenschaftliche Tätigkeiten am Institut für Internationales Recht der rechtswissenschaftlichen Fakultät der Universität Mailand. 1993 wurde mit einer europarechtlichen Schrift von der Universität Bologna zum Dr. iur. promoviert. 1997 wurde Condinanzi am Gerichtshof der Europäischen Gemeinschaften Rechtsreferent zunächst von Giuseppe Tesauro und später von Antonio Saggio. 1998 kehrte er nach Italien zurück und nahm eine Tätigkeit als beigeordneter Professor Internationales Recht an der Universität Bologna auf; parallel dazu lehrte er das Recht der Europäischen Union am Campus Piacenza der Università Cattolica del Sacro Cuore. 2001 wechselte er an die Universität Genua. 2005 übernahm er den ordentlichen Lehrstuhl für das Recht der Europäischen Union und für Verfahrensrecht der Europäischen Union an der Universität Mailand, den er seitdem innehat. Ebenfalls seit 2005 ist er in Italien als Rechtsanwalt zugelassen und vertrat zahlreiche italienische Mandate vor den Gerichten der Europäischen Union. Im Lauf seiner akademischen Karriere hatte er zahlreiche Gastprofessuren inne, unter anderem an der Universität Panthéon-Assas, der Universität Montesquieu Bordeaux IV, der Universität Alexandru Ioan Cuza Iași und der Universität Genf. Seit 2018 unterrichtet er auch Richter und Staatsanwälte an der Scuola superiore della magistratura.
Seine Forschungsschwerpunkte liegen im Recht der Europäischen Union und hier insbesondere im Verfahrensrecht. So ist er seit 2023 beispielsweise Chefredakteur der Revue du contentieux européen. Von 2016 bis 2018 und von 2019 bis 2023 koordinierte er die Arbeitsgruppe für die Beilegung von Vertragsverletzungsverfahren beim Präsidium des Ministerrats der Italienischen Republik. Zudem ist er Autor zahlreicher Werke und Artikel, insbesondere auf dem Gebiet des Unionsrechts. 2017 beteiligte er sich an der Koordinierung der Abfassung des ersten Kommentars in italienischer Sprache, der die Verfahrensordnungen der Europäischen Gerichte systematisch nach Artikel geordnet behandelt.
Am 7. Oktober 2024 wurde Condinanzi zum Richter am Europäischen Gerichtshof ernannt.